# Aspergillus wentii
Aspergillus wentii är en svampart som beskrevs av Wehmer 1896. Aspergillus wentii ingår i släktet Aspergillus och familjen Trichocomaceae.   Inga underarter finns listade i Catalogue of Life.